# Olympic '64
Olympic '64 a fost o formație rock din București, una dintre primele formații de acest gen din România.

## Începutul
Formația își are rădăcinile în formația Pioneers, nume dat de Costin Petrescu, care a fost formată în 1960 din elevi ai brigadei artistice a Liceului „Mihai Viteazul” din București și elevi de la Școala Greacă care activau în același local al școlii. Membrii inițiali au fost: Dimitrie William Inglessis zis Picky (chitară, voce), Lakis Gerasoudis (chitară, voce), Mihai Teodorescu (pian), Antheos Andrei Kontogheorghe (contrabas), Titel Tățulescu (la baterie) care în același an a fost înlocuit cu Costin Petrescu, singurul care avea să rămână împreună cu Picky Inglessis până la dizolvarea grupului în 1971.
Pe 9 octombrie 1964 apar pentru prima dată la Televiziunea Română, în emisiunea de varietăți "In Olymp", unde producătorul Valeriu Lazarov le-a propus schimbarea numelui în Olympic '64, fiind dat că în acel moment avea loc Olimpiada de la Tokyo. Imediat a fost cooptat și Dorin Liviu Zaharia zis Chubby, solist vocal, poet, compozitor, filozof. În primii ani dupa 1965 a colaborat și Cornel Guriță ca vocalist.
Olympic a cântat în Bucuresti între anumite perioade la diverse case de cultură, cum au fost Casa de Cultura nemteasca "Schiller" și "Nikos Beloyannis", dar și la numeroase concerte și festivaluri sau spectacole de varietăți. La multe seri de banchete si baluri anuale organizate de licee sau facultăți, erau foarte prezenți ca și la festivități organizate de diverse ambasade occidentale la Clubul Diplomatic din București.
Vara, timp de mulți ani, cântau câte 3 luni la barul Perla din Mamaia, iar toamna și iarna, studenți fiind, în general la vechiul și selectul restaurant  "Mon Jardin" din București.
Olympic a participat la cele două Festivaluri Pop CLUB A, în 1969 și 1971, organizate de Facultatea de Arhitectură (unde chiar Costin Petrescu era student), prezentând cele două opere rock faimoase "Dodecameronul focului alb" (la 1-ul) și "Karma Kalyiuga" (la al 2-lea), obținând două premii prețioase și bucurâdu-se de aprecieri unanime. Lucrările de factura vădit filozofică, complexe, de mare avangardă, atingeau în mod sigur pentru prima oară în România, zonele renascentiste italiene în prima, dar și pe cele de influență indiană, în a doua, la mare modă și atât de curtate în vremea aceea de multe trupe din vest.
În 1971 apare, cu o întârziere de doi ani, faimosul disc single "OLYMPIC`64" cu cele două piese "Ziua bradului de noapte" și "Cântic de haiduc", ultimul prefigurând poate pentru prima oară utilizarea "haiducului" (român, evident), ca erou al creaților pop-rock-folk autohtone.
Din nefericire despre Olympic`64 nu au rămas multe imortalizări artistice din creația lor, poate una din cele mai interesante din Romania la vremea aceea, pe orice suport ar fi fost, ca să nu mai vorbim de quasi-inexistența posibilităților de mediatizare, publicitate sau promovare în acele timpuri extrem de tulburi.

## Premii
- Premiul pentru concepție de spectacol și stil românesc (pentru opera rock „Dodecameronul focului alb”), 1-ul Festival Pop CLUB A, 1969[3]
- Premiul pentru originalitate (pentru opera rock "Karma Kalyiuga"), al 2-lea Festival Pop CLUB A, 1971

## Discografie
- Cântic de haiduc/Ziua bradului de noapte (single), Electrecord, 1971